# Christian Hoffmeister (Politiker)
Christian Wilhelm August Hoffmeister (* 9. April 1793 in Niederspier; † 27. November 1866 ebenda) war ein deutscher Landwirt und Politiker.

## Leben
Hoffmeister war der Sohn des Anspänners Johann Christian Gottlob Hoffmeister und dessen Ehefrau Elisabeth Maria geborene Müller. Er heiratete am 23. Juli 1817 in Niederspier Victoria Maria Bertuch, die Tochter des Zeug- und Raschmachers Johann Tobias Bertuch.
Hoffmeister lebte als Anspänner in Niederspier. Dort war er auch Schulze.
Vom 31. August 1843 bis zum 28. März 1848 und erneut vom 28. August bis zum 16. Oktober 1848 war er Abgeordneter im Landtag des Fürstentums Schwarzburg-Sondershausen.